# London Records
London Records ist ein britisches Schallplattenlabel und gehört heute zum Major-Label Warner Music Group.

## Geschichte
London Records entstand, nachdem sich der britische Zweig von Decca vom US-amerikanischen Zweig trennte. Das amerikanische London-Label vertrieb dann die britischen Decca-Platten in den USA, weil der Name Decca dort nicht mehr verwendet werden durfte.
Das Label vertrieb von 1947 bis 1979 Schallplatten überwiegend in den Vereinigten Staaten, Kanada und Lateinamerika. Daneben veröffentlichte London Records auch US-Titel in Deutschland, aber auch deutsche Musikinterpreten veröffentlichten auf London, wie der Komponist Martin Böttcher. 
Sehr viele Rock-’n’-Roll-Titel sind ursprünglich auf „London“ veröffentlicht worden, darunter Titel von Bill Haley, Carl Perkins, Eddie Cochran, Chuck Berry, Roy Orbison, Billy Vaughn, Pat Boone, Ricky Nelson, Little Eva, Johnny and the Hurricanes u. v. a., aber auch Jazztitel wie von Betty Smith. In der Bundesrepublik Deutschland brachte London unter dem Titel „Das ist …“ eine Serie von Langspielplatten mit Rock ’n’ Rollern (unter anderem Little Richard, Fats Domino und Jerry Lee Lewis) heraus, die in der Regel 14 Hits des jeweiligen Künstlers enthielten.
Das britische Decca wurde 1979 von PolyGram aufgekauft und Polygram wurde 1998 seinerseits von der Universal Music Group übernommen. Zu diesem Zeitpunkt war London Records jedoch schon halb unabhängig innerhalb der PolyGram-Gruppe und im Besitz von Roger Ames. Als dieser in den Vorstand der Warner Music Group wechselte, nahm er den Label-Namen mit und so befinden sich die Rechte an den alten London-Aufnahmen heute im Besitz von Warner. 
Das Label wird auch heute noch für Veröffentlichungen genutzt, überwiegend von britischen Künstlern.